# Мезоамериканский Барьерный риф

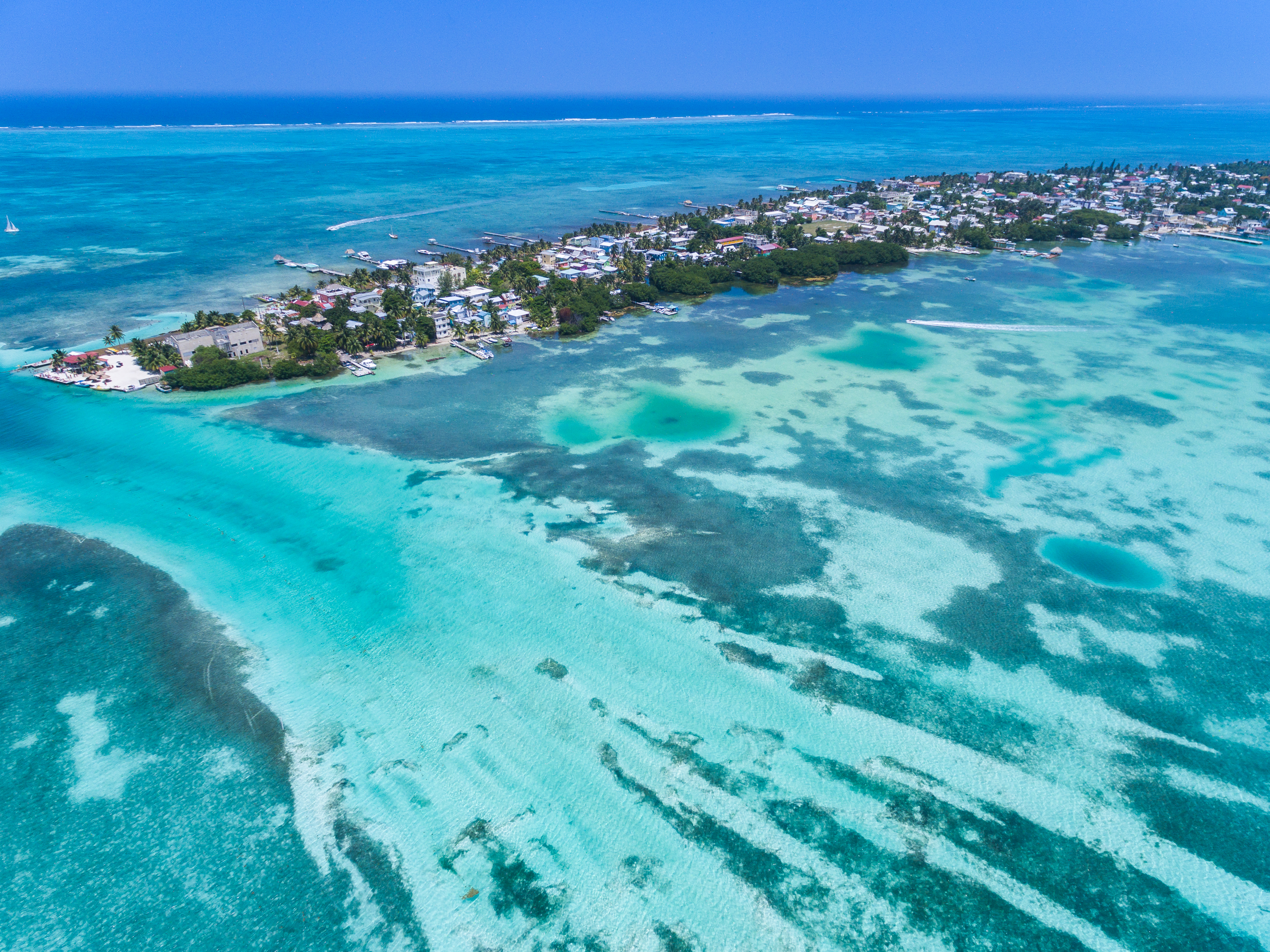
Вид на коралловый остров Кайе-Колкер (Белиз)

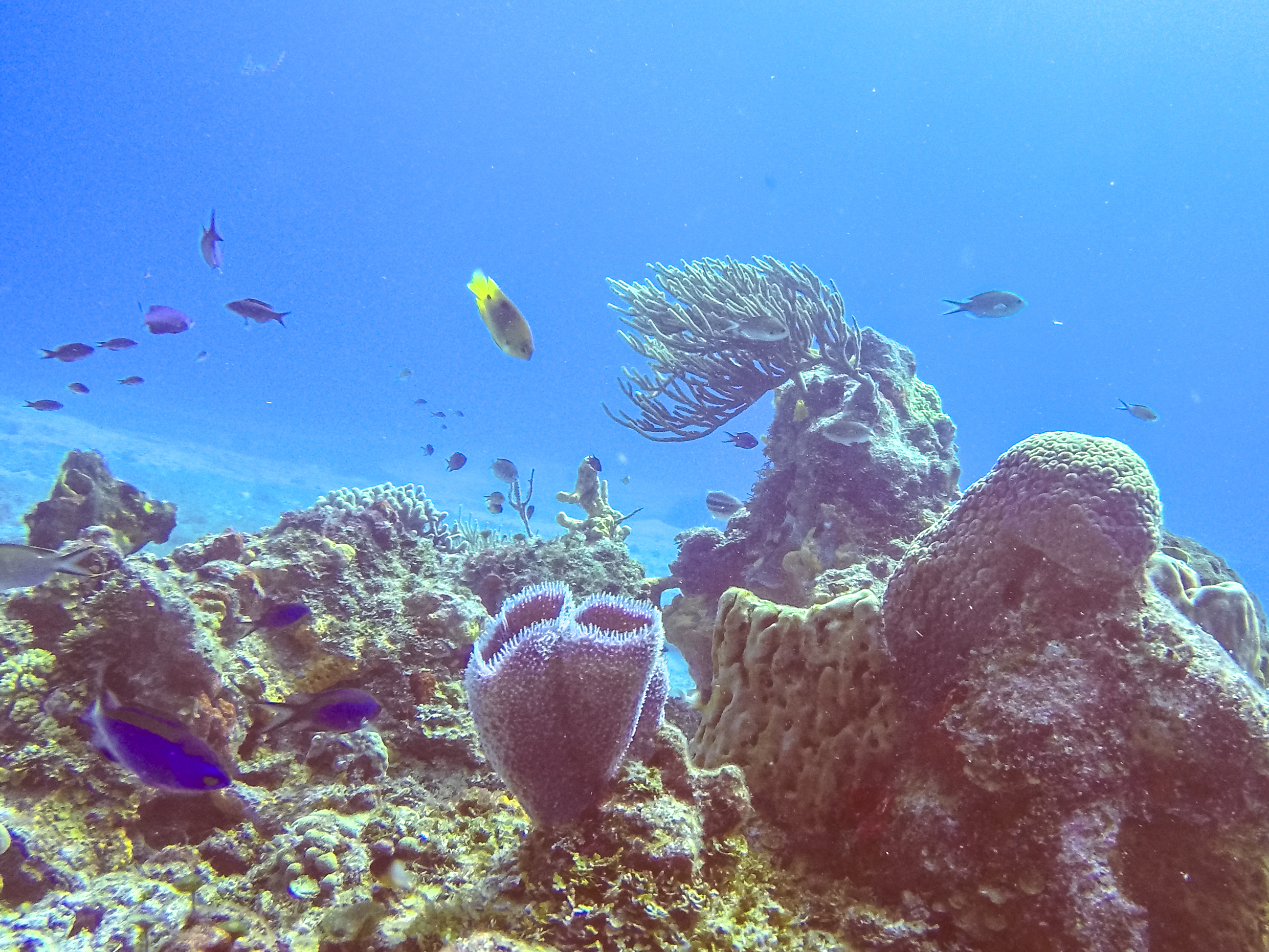
Коралловый риф в национальном парке Арресифес-де-Косумель

Мезоамериканский Барьерный риф (англ. Mesoamerican Barrier Reef System (MBRS), исп. Sistema Arrecifal Mesoamericano) (известен также как Большой риф майя (англ. Great Mayan Reef, исп. Gran arrecife maya)) — морской регион, который простирается более чем на 1126 км вдоль побережья Мексики, Белиза, Гватемалы и Гондураса от острова Контой на северной оконечности полуострова Юкатан на юг до Белиза, Гватемалы и островов залива Гондураса. Система рифов включает в себя различные охраняемые территории и парки, включая Белизский Барьерный риф, национальный парк Арресифес-де-Косумель, морской заповедник Холь-Чан (Белиз), биосферный заповедник Сиан-Каан и морской парк Кайос-Кочинос. Береговая линия Белиза, включая Белизский Барьерный риф, составляет около 30 % мезоамериканской системы барьерных рифов.
Риф начинается недалеко от острова Контой на северной оконечности полуострова Юкатан и продолжается на юг вдоль Ривьеры Майя, включая такие районы, как остров Косумель и атолл Банко-Чинчорро. Затем риф продолжается на юг вдоль восточного побережья Белиза, включая множество островов и атоллов. Простирается до северо-восточного угла Гондураса.

## Биоразнообразие

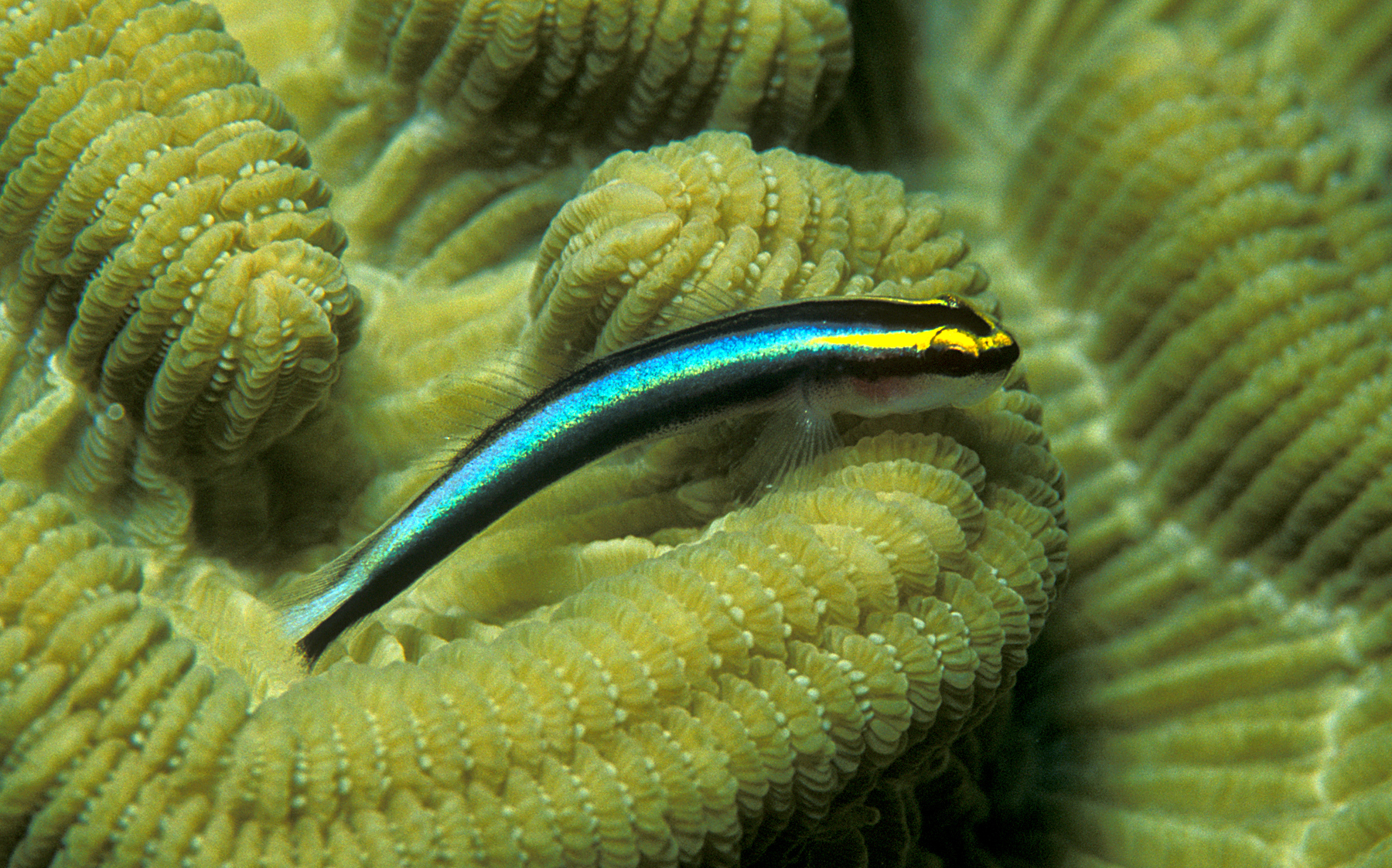
Рифовая рыбка Elacatinus evelynae у мадрепорового коралла Colpophyllia natans

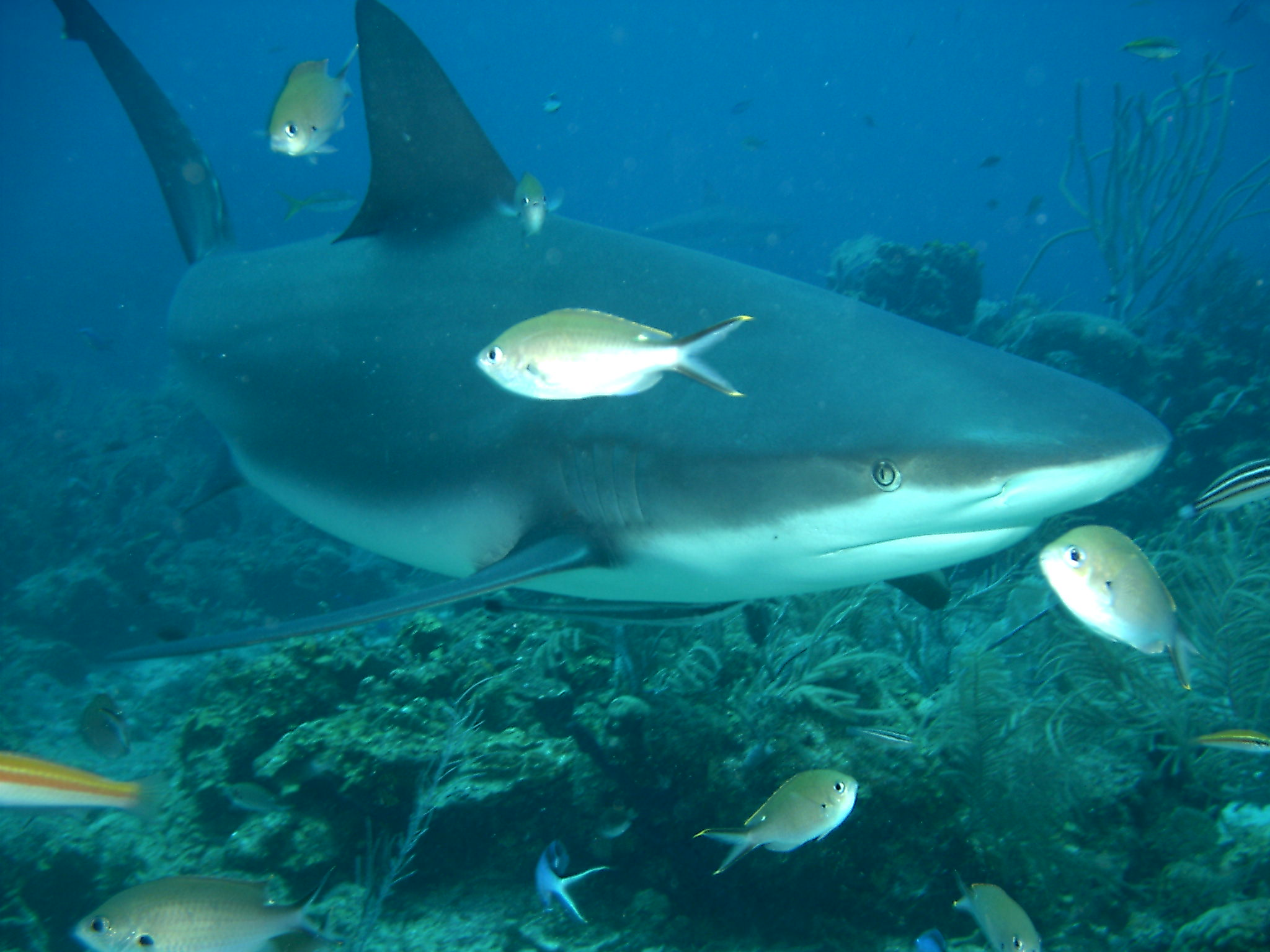
Темнопёрая серая акула у острова Роатан (Гондурас)

Система рифов является домом для более 65 видов мадрепоровых кораллов, 350 видов моллюсков и более 500 видов рыб. Многие виды, обитающих в рифах или вокруг них, находятся под угрозой исчезновения или находятся под определенной степенью защиты, в том числе такие как: морские черепахи (зелёная черепаха, головастая морская черепаха, кожистая черепаха и бисса), моллюск гигантский стромбус, американский ламантин, рыба Sanopus splendidus, острорылый крокодил, центральноамериканский крокодил, бурополосая черна, кораллы Acropora palmata и чёрные кораллы.
Система рифов страдает от вторжения инвазивных рыб крылатки-зебры (Pterois volitans) и индийской крылатки (Pterois miles), обитающих в Индо-Тихоокеанском регионе. Крылатки серьёзно повреждает экосистему рифа, поедая почти все виды, ухаживающие за рифами, такие как креветки-чистильщики и другие виды, питающиеся водорослями. Эти животные сохраняют кораллы чистыми, живыми и свободными от болезней.
Система рифов является домом для одной из крупнейших в мире популяций ламантинов, примерно от 1000 до 1500 из них.
В некоторых северных районах Месоамериканского Барьерного рифа около острова Контой обитает самая большая рыба на планете — китовая акула. Обычно одиночные китовые акулы собираются здесь в социальные группы для питания и спаривания.

## Охранный статус
Мезоамериканский Барьерный риф классифицируется как находящиеся на грани полного исчезновения в Красной книге МСОП.